# Proteste in Bosnien und Herzegowina 2014

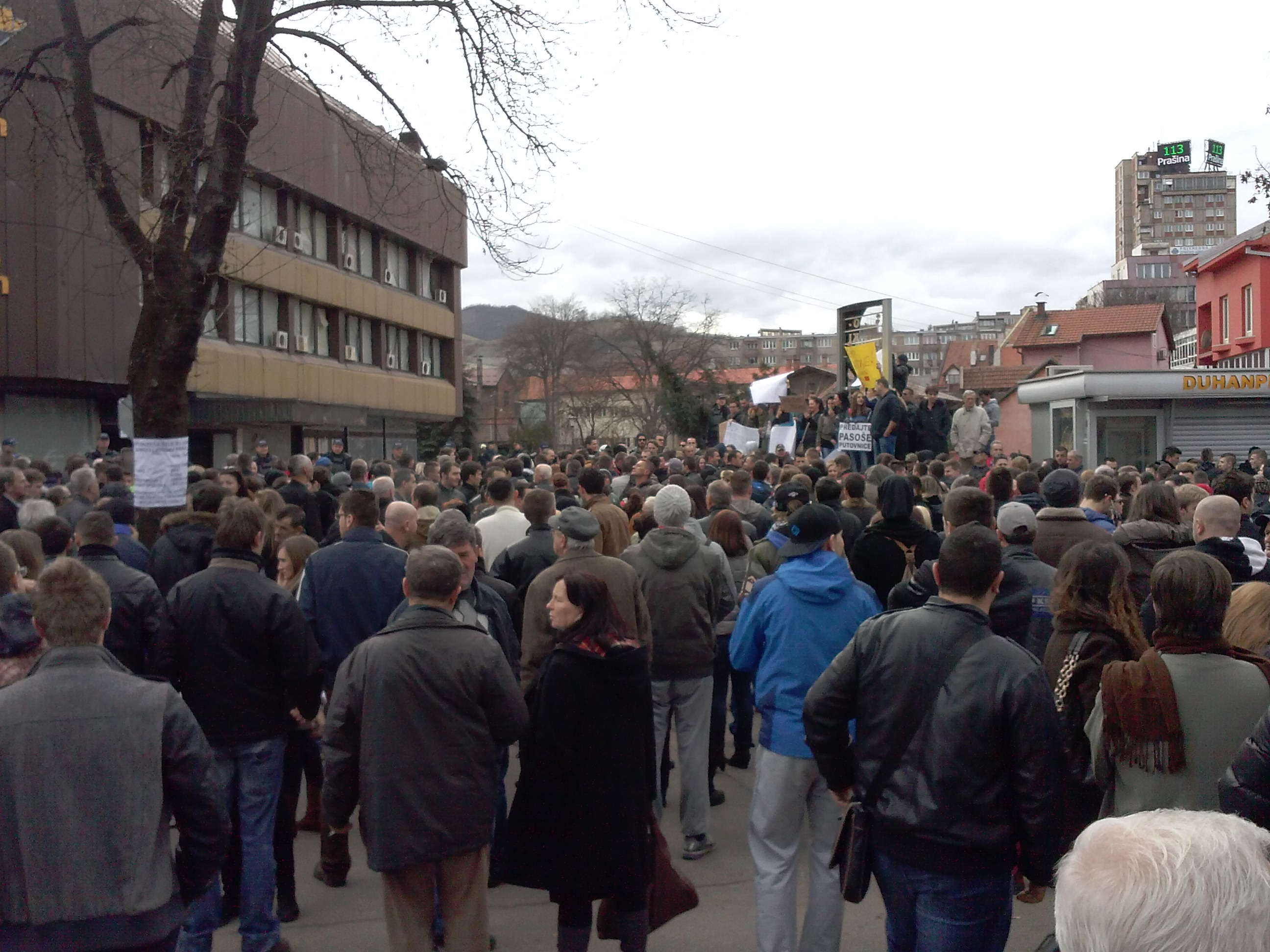
Proteste in Zenica, am 10. Februar

Die Proteste in Bosnien und Herzegowina, gelegentlich auch Bosnischer Frühling genannt, richteten sich gegen die Korruption in Politik und Verwaltung und die hohe Arbeitslosigkeit in Bosnien und Herzegowina. Es waren die ersten Proteste seit dem Bosnienkrieg, bei denen sämtliche ethnische Gruppen des Landes mit einem gemeinsamen Ziel protestierten. Die Proteste begannen am 4. Februar 2014 in Tuzla und endeten im Mai 2014. Sie konzentrierten sich auf die Föderation Bosnien und Herzegowina.

## Hintergrund

Politische Gliederung von Bosnien und Herzegowina: Föderation Bosnien und Herzegowina (blau) mit ihren Kantonen (verschiedene Schattierungen), die Republika Srpska (rot), der Brčko-Distrikt (gelb)

Nachdem Jugoslawien sich 1991 aufgelöst hatte, kam es zwischen 1992 und 1995 auch in Bosnien zum Krieg. Grund dafür waren die unterschiedlichen politischen Interessen der drei großen Volksgruppen: Serben, Bosniaken und Kroaten. Das Dayton-Abkommen von 1995 teilte das Land in einen bosniakisch-kroatischen und einen serbischen Teil, wodurch aus dem Land eine Konföderation aus der Republika Srpska und der Föderation Bosnien und Herzegowina wurde, die jeweils über eine eigene Verfassung sowie anfangs auch über eine eigene Polizei und ein eigenes Militär verfügten. Sie betreiben außerdem eine eigene Außenpolitik; die Republika Srpska pflegt besondere Beziehungen zu Serbien und die Föderation zu Kroatien. In der Folge manifestierten sich unterschiedliche Interessen und wichtige Entwicklungsprozesse auf gesamtstaatlicher Ebene wurden blockiert. Nach den Parlamentswahlen 2002 wurden außerdem die kroatischen Regionen der kroatisch-bosnischen Föderation für autonom erklärt, was die Zersplitterung des Landes zusätzlich forcierte. Ein Zusammenbruch des Gesamtstaates wurde bislang durch den Hohen Repräsentanten der Vereinten Nationen, der die eigentliche Macht ausübt, die Operation Althea der EUFOR, bestehend aus 1.500 Soldaten aus 25 Nationen (Stand 2011) (bis 2004 SFOR aus etwa 12.000 Soldaten), sowie die Polizeikräfte der EU verhindert. Auch die öffentlichen Ausgaben wurden im Grunde von internationalen Organisationen finanziert. Die internationale Gemeinschaft hat kein Interesse signalisiert, am Status quo der faktischen Teilung des Landes etwas ändern zu wollen. Eine vollständige Souveränität des Landes besteht nicht. In der Folge ist Bosnien und Herzegowina einer der ärmsten Staaten Europas mit einer Arbeitslosenquote über 40 %. Um das Gebiet dennoch stärker an die EU zu binden und wirtschaftlich zu stärken, wurde 2008 ein Stabilisierungs- und Assoziierungsabkommen mit der Europäischen Union abgeschlossen.
Wie in großen Teilen des ehemaligen Jugoslawien liegt die Jugendarbeitslosigkeit bei über 50 % und der private Konsum ist seit einigen Jahren rückläufig, während die Deindustrialisierung ununterbrochen weitergeht. Die Weltbank sieht Bosnien und Herzegowina als eine der Volkswirtschaften in Europa und Zentralasien an, die am wenigsten wettbewerbsfähig sind. Zudem wird die Entwicklung durch die umfangreiche Bürokratie enorm gehemmt. So gibt es beispielsweise allein für die zehn Kantone der Föderation insgesamt 150 Ministerien und auch das Rechtssystem ist unterentwickelt und fragmentiert. Ein Binnenmarkt ist nicht ausreichend entwickelt, sodass man eigentlich einen Exportmarkt bedienen müsste. Jedoch sind viele Unternehmen nicht an die Vorschriften und Marktbedingungen der EU angepasst. Das Wachstum der Wirtschaft betrug im Jahr 2013 nur 0,5 % während 40 % der Bewohner weniger verdienen als in der Vergangenheit und etwa 50 % weniger Zahlungen aus dem Ausland überwiesen wurden. Ein Zehntel der Bevölkerung hat täglich weniger als umgerechnet 5 Dollar zur Verfügung. Nur 4 % des BIP sind für Sozialleistungen reserviert. Einen großen Punkt innerhalb dieser Sozialleistungen umfassen die Renten der Kriegsveteranen. Der Staat, der sparen muss, tut dies jedoch aus politischen Gründen nicht bei den Veteranen, muss diese Zahlungen also aus anderen Haushalten bewältigen. Die EU-Kommission verweist darauf, dass kurzfristige Parteipolitik sowie ethnische Interessen überwiegen, während langfristige Ziele in den Hintergrund rücken.
Im Vorfeld der Proteste hatte sich die soziale Lage bereits verschärft. Hilfszahlungen der EU waren um 45 Millionen Euro gekürzt worden, da Bosnien es nicht geschafft hatte, sein Wahlrecht zu reformieren. Außerdem war eine Gehaltsliste der Manager öffentlicher Unternehmen publik geworden. Am 5. Juni 2013 war auch das Parlament in Sarajevo schon einmal belagert worden, nachdem ein Kind gestorben war. Die Regierung hatte sich in einer Debatte über neue Identifikationsnummern auf Ausweisen, die eigentlich eine Debatte um Bezirksgrenzen war, nicht einigen können und eine Familie, die ihre kranke Tochter Belmina zur lebensrettenden Behandlung ins Ausland bringen wollte, hatte in der Folge keine gültigen Papiere dafür. Es entstand der Begriff der „Babyvolution“, die jedoch im Sande verlief.

## Verlauf

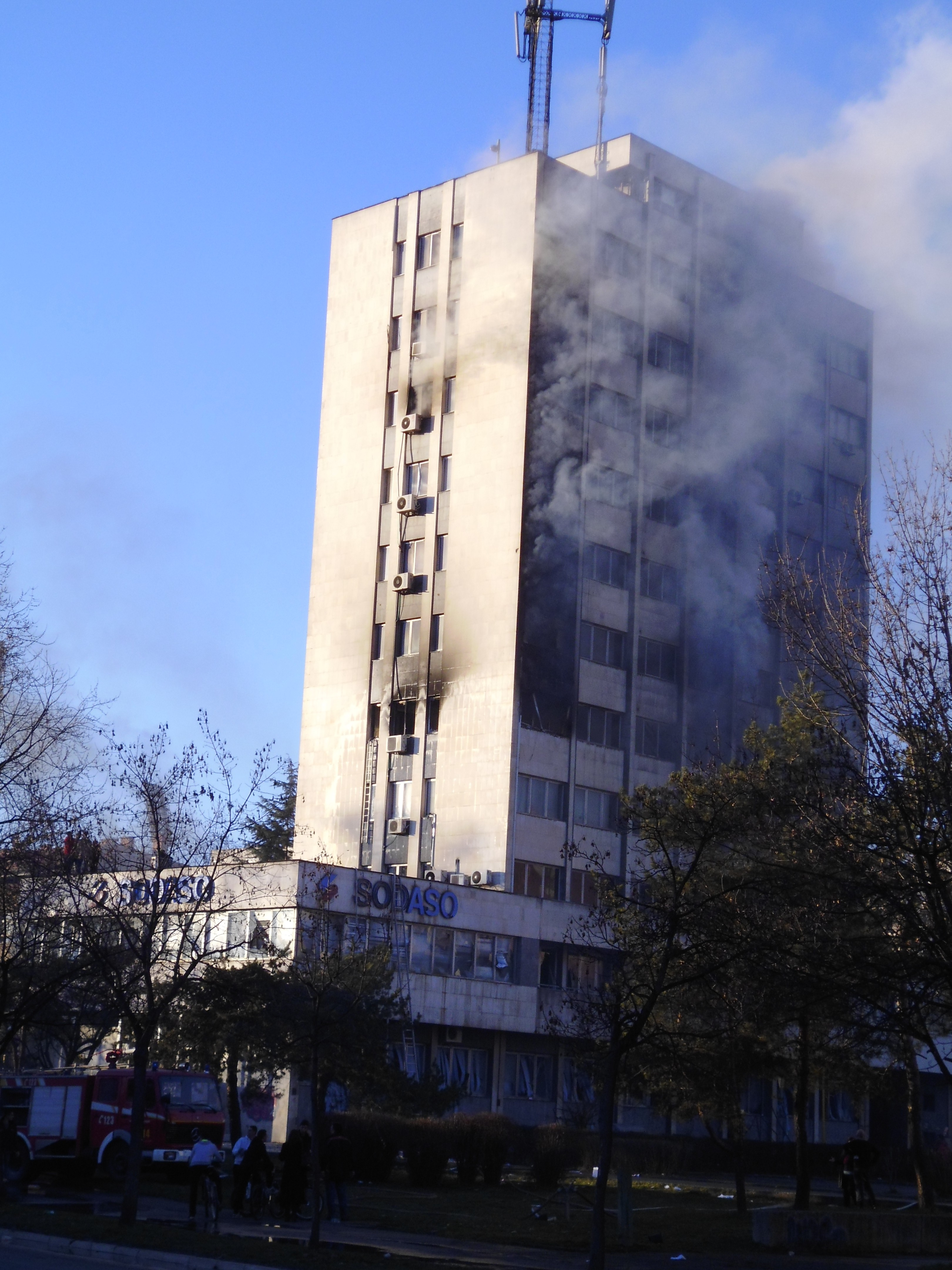
Brennendes Regierungsgebäude im Kanton Tuzla

Die Proteste nahmen ihren Ausgang am 4. Februar 2014 in Tuzla, wo vier Fabriken trotz der Privatisierung Insolvenz anmelden mussten. Die Arbeiter forderten ihren nicht bezahlten Lohn ein. Am 6. Februar wurden die Proteste in Tuzla erstmals gewalttätig, wobei 130 Personen, darunter viele Polizisten, verletzt worden sein sollen und ein Regierungsgebäude brannte. Die Proteste weiteten sich darauf auch auf die Hauptstadt Sarajevo, Bihać und Mostar aus. Später kamen auch die Städte Zenica, Bugojno und Cazin dazu. Insgesamt wurde in 33 Städten protestiert. In der Hauptstadt wurde in einem Trakt des Präsidialamtes Feuer gelegt. Innenminister Fahrudin Radončić zeigte Verständnis für die Proteste und forderte die Regionalregierung in Tuzla auf, zurückzutreten und die Polizei, die Demonstranten in Ruhe zu lassen, da die Polizisten selbst arm seien.
Am 7. Februar kam es in Tuzla, Zenica, Mostar, Bihać und Sarajevo zu schweren Ausschreitungen, weitere Regierungsgebäude wurden in Brand gesteckt. Unter anderem wurde dabei auch das Archiv Bosnien-Herzegowinas schwer in Mitleidenschaft gezogen und zahlreiche historische Dokumente der Landesgeschichte zerstört.
An 7. Februar traten dann der Regierungschef des Tuzlaner Kantons Sead Čaušević und der Premier Munib Husejnagić sowie alle zehn Minister des Kanton Zenica-Doboj zurück.
Auch der Polizeichef von Sarajevo trat am 10. Februar zurück, da nach seinen Angaben die Polizei mangelnde Befugnisse habe. Zudem kommt man inzwischen den Forderungen der Demonstranten entgegen; so fordern die SDP und Bakir Izetbegović von der SDA rasche Neuwahlen, wobei für Oktober 2014 ohnehin reguläre Wahlen anstehen.
Mit der Zeit sind die Proteste abgeflaut. Von 20 Städten ist bekannt, dass dort Plenen entstanden, in denen Bürger sich austauschen und miteinander diskutieren. Das erste Plenum ist in Tuzla zwei Tage nach den Protesten gegründet worden.

## Internationale Reaktionen
Im Nachbarland Kroatien wurden die Proteste genau beobachtet, unter anderem auch, weil Kroatien Unterzeichnerstaat beim Dayton-Vertrag ist. Stjepan Mesić, ehemaliger Präsident Kroatiens, forderte, dass man den Dayton-Vertrag weiterentwickelt. Er betonte, dass die beiden Entitäten sich mehr und mehr zu sogenannten „Parastaaten“ entwickeln würden. Jedoch verurteilte er die ausgebrochene Gewalt und mahnte, dass Gewalt, Plünderungen und Zerstörung nicht zielführend seien.
Der damalige kroatische Präsident Ivo Josipović forderte die Beteiligten auf, sich mit den vorhandenen demokratischen Strukturen weiterzuentwickeln. Die kroatische Außenministerin Vesna Pusić verurteilte die Gewalt und forderte zu Gesprächen auf. Der kroatische Premierminister Zoran Milanović kündigte seinen Besuch in Mostar an.
Ein Sprecher des Erweiterungskommissars der Europäischen Union betonte, dass die Bürger das Recht hätten, friedlich zu demonstrieren, drückte jedoch auch sein Bedauern über die Gewalt aus und forderte alle Involvierten auf, sich von der Gewalt abzuwenden und in einen Dialog zu treten.
Der ehemalige Hohe Repräsentant für Bosnien und Herzegowina Christian Schwarz-Schilling warnte davor, der Westen müsse endlich zusammen mit Russland und der Türkei die seit Abschluss des Dayton-Vertrags „völlig ungelösten Probleme“ angehen. Die „Funktionsunfähigkeit des Staates Bosnien-Herzegowina“ sei bis heute überhaupt nicht erkannt.

## Galerie

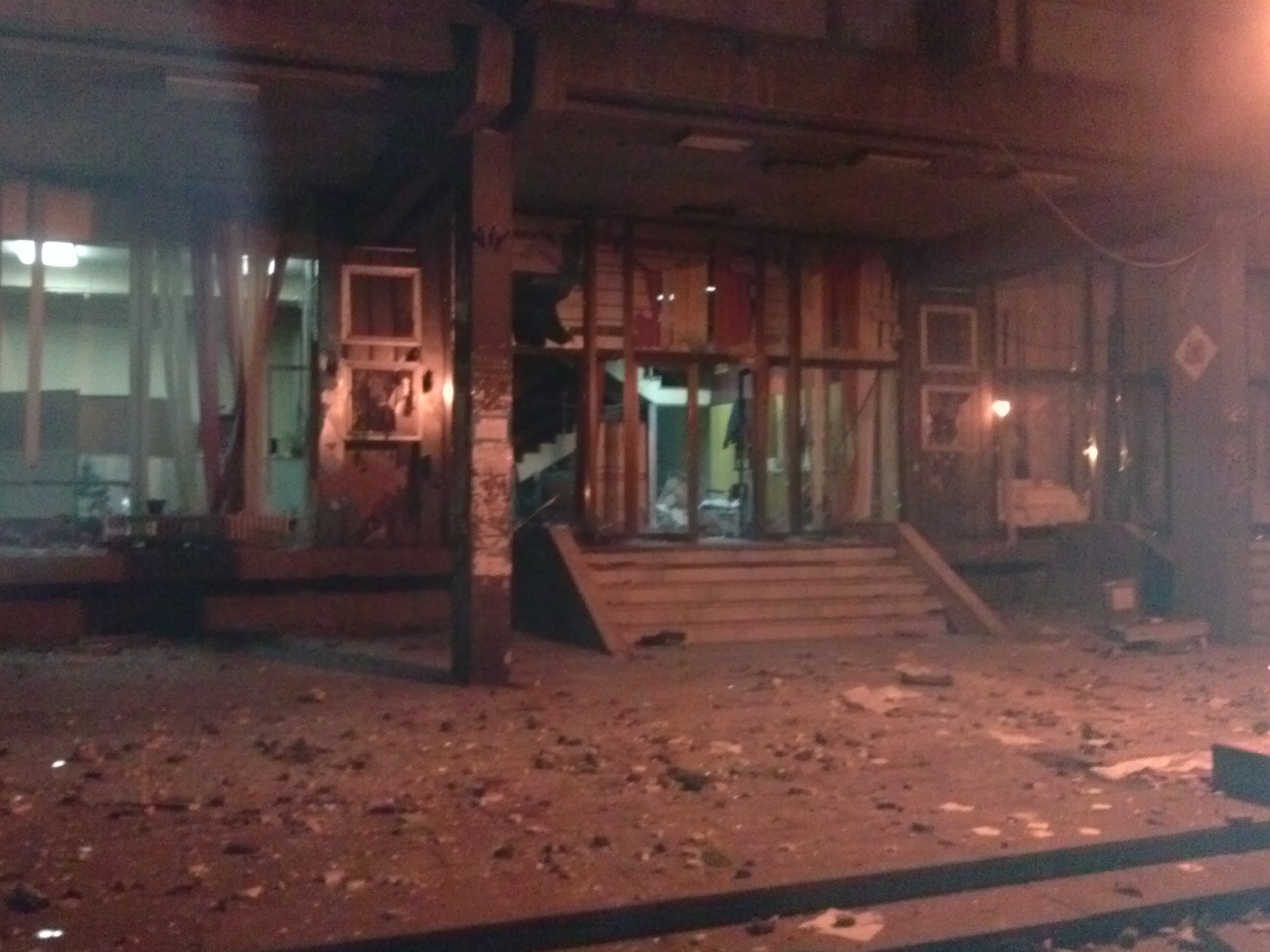
Zenica
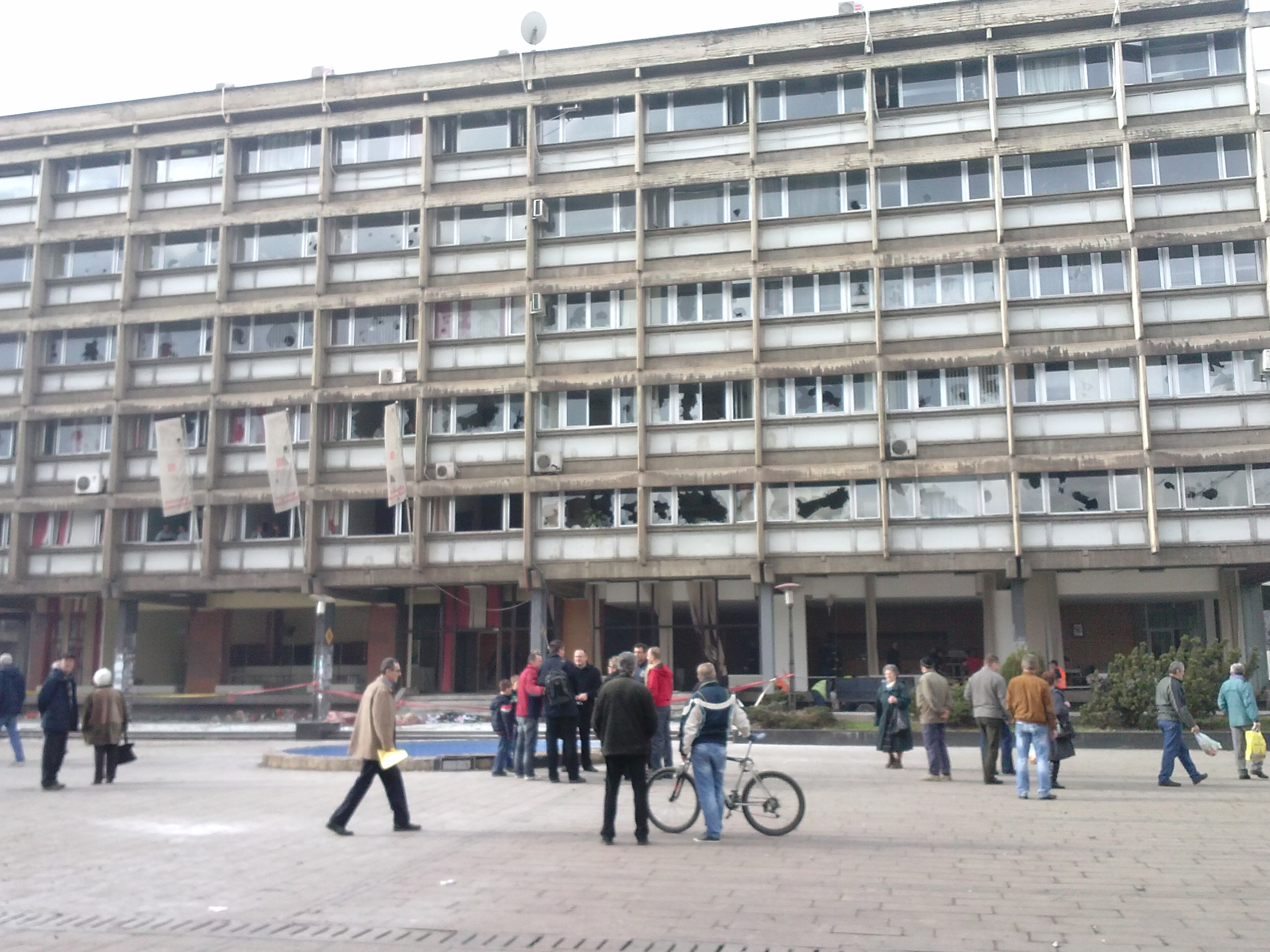
Zenica
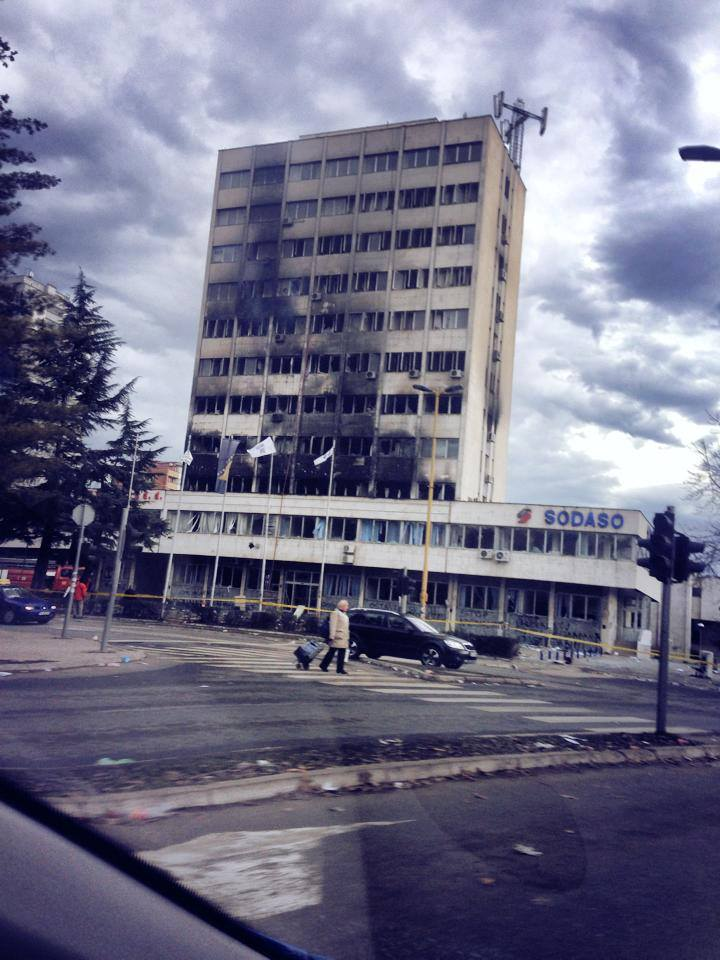
Tuzla
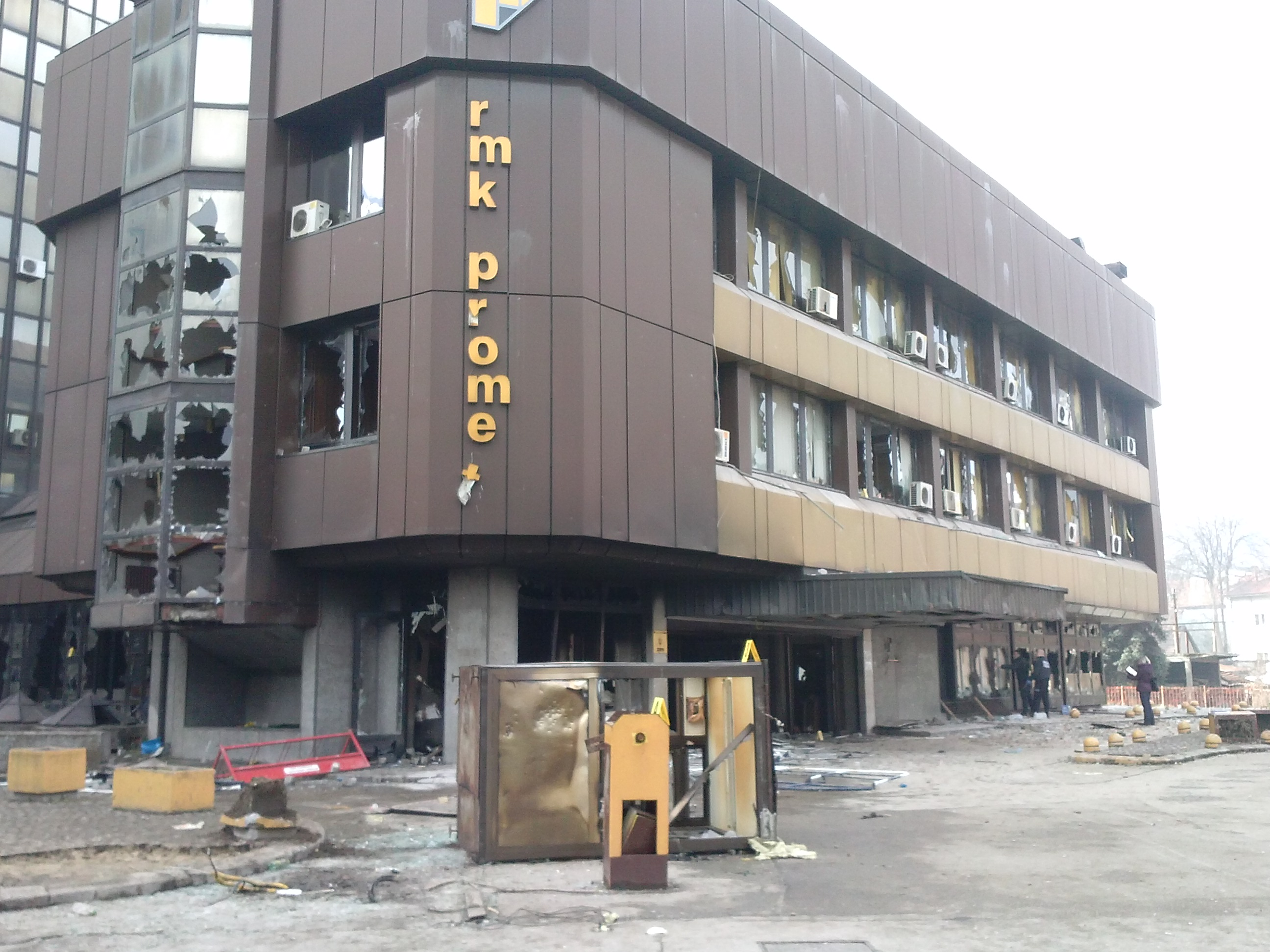
Zenica